# ABC Records
ABC Records war ein US-amerikanisches Musiklabel, das 1955 in New York City gegründet wurde.

## Geschichte
ABC Records startete im Jahre 1955 unter dem Namen ABC-Paramount Records, dem Schallplattenlabel der Am-Par Record Corporation (eine Tochterfirma von „American Broadcasting-Paramount Theaters, Inc“), gegründet in New York City im Jahre 1955. Als Plattenfirma war sie im Besitz des Musiklabels ABC-Paramount Records. Dies war der offizielle Gründername von ABC Records. Zusätzlich zu dem unmittelbaren Schallplattenproduktionen nahm ABC fertige Künstler von unabhängigen Produzenten unter Vertrag, um ihre regional veröffentlichten Aufnahmen landesweit zu vermarkten.
Im Jahre 1965 firmierte ABC-Paramount Records unter einem neuen Namen: ABC Records. ABC Dunhill Records wurde mit dem Erwerb von Dunhill Records im Jahre 1966 ins Leben gerufen. Man vertrieb darüber hinaus Sire Records.
ABC Records selbst wurde im Jahre 1979 von MCA Records aufgekauft, einem ehemaligen Label der Music Corporation of America: Das ABC-Label wurde eingestellt. Die sich besser verkaufenden Alben im ABC-Repertoire wurden erneut, diesmal unter dem MCA-Label, herausgebracht.

## Sublabel und Hinzukäufe
ABC Records sublabelte Apt Records, um Singles zu veröffentlichen. In den frühen 1960er Jahren rief man Impulse Records ins Leben, um Jazzaufnahmen zu vertreiben. Einige Jahre später wurde Bluesway Records kreiert, um ihre Bluesaufnahmen auf den Markt zu bringen.
Zusätzlich zu den Sublabeln erwarb ABC Records alle Label von Enoch Light im Oktober 1959. ABC erwarb Audition Records, Command Performance Records, Colortone Records und Waldorf Music Hall Records.
In den 1970er Jahren kamen sowohl Duke Records als auch Peacock Records (23. Mai 1973) hinzu. Ein Jahr später, 1974, akquirierte man die Schallplattenlabel von Gulf und Western (dies schloss Dot Records und Blue Thumb Records mit ein).

## Genres der Veröffentlichungen
Pop, Jazz, Rhythm and Blues, Rock ’n’ Roll, Kindermusik, Volksmusik (hier ist Amerikanische Folkmusik damit gemeint) (einschließlich Irish Folk, Polka, Calypso, Flamenco und Hawaiian), Zitate.

## Künstler, die mit ABC Records und seinen Labeln in Verbindung stehen
Paul Anka, Art Blakey, Charles Brown, Roy Brown, Brownie McGhee and Sonny Terry, Ray Charles, Ornette Coleman, John Coltrane, Jim Croce, Danny & the Juniors, The Dells, Fats Domino, The Dramatics, The Elegants, Four Tops, Ferrante and Teicher, The Fifth Dimension, Edie Gorme, Coleman Hawkins, Isaac Hayes, John Lee Hooker, Freddie Hubbard, James Gang, The Impressions, B. B. King, Yusef Lateef, Steve Lawrence, Shelly Manne, Charles Mingus, Poco, The Poni-Tails, Lloyd Price, Cliff Richard, Jimmy Reed, Sonny Rollins, Royal Teens, Jimmy Rushing, Archie Schepp, Shirley Scott, Otis Spann, Steely Dan, Big Joe Turner, T-Bone Walker, Josh White, Chico Williams, Jimmy Witherspoon

## Label, die mit ABC Records in Verbindung stehen
Anchor Records, Apt Records, Bluesway Records, Blue Thumb Records, Chancellor Records, Command Records, Dot Records Dunhill Records, Grand Award Records, Impulse Records, LHI Records, Probe Records, Shelter Records, Sire Records, Tangerine Records.